# Utmossen
Utmossen (tidigare Grannabbakärret och Karrbölemossen) är en mosse i Karrböle i Jomala på Åland. Vattnet från myren rinner ut i Svibyviken.
Utmossen är en flack högmosse, den omges nästan helt av morän- och bergsområden samt i norr av sandtäckta leråkrar. Myrens centrala delar är täckt av gles eller medeltät tallskog. Randskogen består av medeltät eller ställvis tät blandskog.